# Leonardo Gonçalves
Leonardo Ribeiro Gonçalves (ur. 1 marca 1996) – brazylijski judoka, medalista olimpijski.

## Życiorys
Uczestnik mistrzostw świata w 2019, 2021, 2023 i 2024, a także trzeci w drużynie w 2019. Startował w Pucharze Świata w latach 2016-2018, 2020 i 2023. Zajął piąte miejsce na igrzyskach panamerykańskich w 2023 i drugie w drużynie. Złoty medalista igrzysk Ameryki Południowej w 2018. Zdobył dziesięć medali mistrzostw panamerykańskich w latach 2017 - 2025. Brązowy medalista igrzysk wojskowych w 2019, a także wojskowych MŚ w 2018 roku.
W 2024 roku wziął udział w Letnich Igrzysk Olimpijskich w Paryżu, gdzie w rywalizacji judoków do 100 kilogramów odpadł w pierwszej rundzie z Dzhafarem Kostoevem. W turnieju drużynowym wywalczył brązowy medal.